# Polycoccum microstictum
Polycoccum microstictum är en svampart som tillhör divisionen sporsäcksvampar, och som först beskrevs av William Allport Leighton och William A. Mudd, och fick sitt nu gällande namn av Arnold. Polycoccum microstictum ingår i släktet Didymocyrtis, och familjen Dacampiaceae. Arten är reproducerande i Sverige.